# Afroheriades geminus
Afroheriades geminus är en biart som först beskrevs av Peters 1978.  Afroheriades geminus ingår i släktet Afroheriades och familjen buksamlarbin. Inga underarter finns listade i Catalogue of Life.